# Alani
Gli alani erano un popolo nomade di etnia iranica compreso nel gruppo dei sarmati; bellicosi pastori di origine iranica che parlavano una lingua iranica e condividevano una comune cultura.

## I primi alani
Il nome "alani" viene menzionato per la prima volta sia dagli storici greco-romani sia da quelli cinesi nel I secolo a.C.. Nel libro Geografia di Strabone, autore nato nel Ponto, regione sul mar Nero, attingendo da fonti orientali ed in specie persiane, si dice provengano dagli aorsi e siano collegati ai siraces. Strabone afferma che Spadines, re degli aorsi, era in grado di schierare duecentomila arcieri a cavallo attorno al 50 a.C., ma gli "aorsi settentrionali", dai quali erano fuggiti, ne potevano schierare molti di più, ed era per questo che dominavano tutta la regione costiera del mar Caspio.
Le identificazioni esatte dei nomi e dei posti nelle antiche cronache cinesi sono ancora più complicate, ma alcuni secoli dopo, durante la tarda dinastia Han, la cronaca cinese Hou Han Shu (in un periodo che va dall'anno 25 al 200), menziona che la terra delle steppe di Yen-ts'ai adesso aveva preso il nome di Alan-liao (阿蘭聊):
In un'altra sezione, l'Hou Han Shu riporta:
La "Grande Palude" potrebbe essere la palude del delta del Danubio, un formidabile ostacolo che rallentava molto il passaggio dei nomadi verso occidente, o anche le impressionanti paludi delle moderne Bielorussia e Ucraina. Così all'inizio del I secolo, gli alani avevano occupato delle terre a nord est del mar d'Azov, lungo il Don. Le fonti scritte suggeriscono che dalla seconda metà del primo al IV secolo gli alani avevano una supremazia tale sulle tribù circostanti da creare una potente confederazione sarmata. Gli alani furono un problema per l'Impero romano con le loro incursioni nelle province presso il Danubio ed il Caucaso nel II e III secolo.
Erodoto descrive gli alani come alti e biondi, e gli uomini si tagliavano i capelli corti come gli sciti.
Ammiano Marcellino considera gli alani come antichi massageti: "iuxtaque Massagetae Halani et Sargetae", "per Albanos et Massagetas, quos Alanos nunc appellamus", "Halanos pervenit, veteres Massagetas".
Già vinti da Gneo Pompeo Magno nel 60 a.C. e combattuti dai Romani sotto gli imperatori Vespasiano (quando attaccarono due regni clienti dei parti), Adriano e Marco Aurelio.
Furono nuovamente respinti nel 276 dall'imperatore Tacito nei loro confini quando con i goti invasero l'Anatolia.
Nella seconda metà del IV secolo furono sottomessi dagli unni.
Una parte si unì a questi nelle loro incursioni, altri si fermarono nel Caucaso ed un altro gruppo si spinse fino in Pannonia.
Da qui si unirono ad altre tribù barbare, specialmente suebi e vandali, seguendoli nelle loro invasioni in Gallia e Spagna, dove ebbero la Lusitania e la parte costiera della regione cartaginese. A seguito della morte del sovrano alano Attaco nello scontro con i nuovi invasori visigoti, la corona fu offerta al capo vandalo Gunderico. Da allora le due etnie si fusero e buona parte degli alani seguì le sorti dei vandali in Nordafrica.
Alcuni servirono l'Impero romano d'Occidente in qualità di mercenari. Altri si unirono ai Sassoni, nell'invasione dell'arcipelago britannico.
Alani, comandati da Saulo, erano i cavalieri dell'esercito romano che sconfisse Alarico I nella battaglia di Pollenzo del 402.

## Gli alani nel Medio Evo

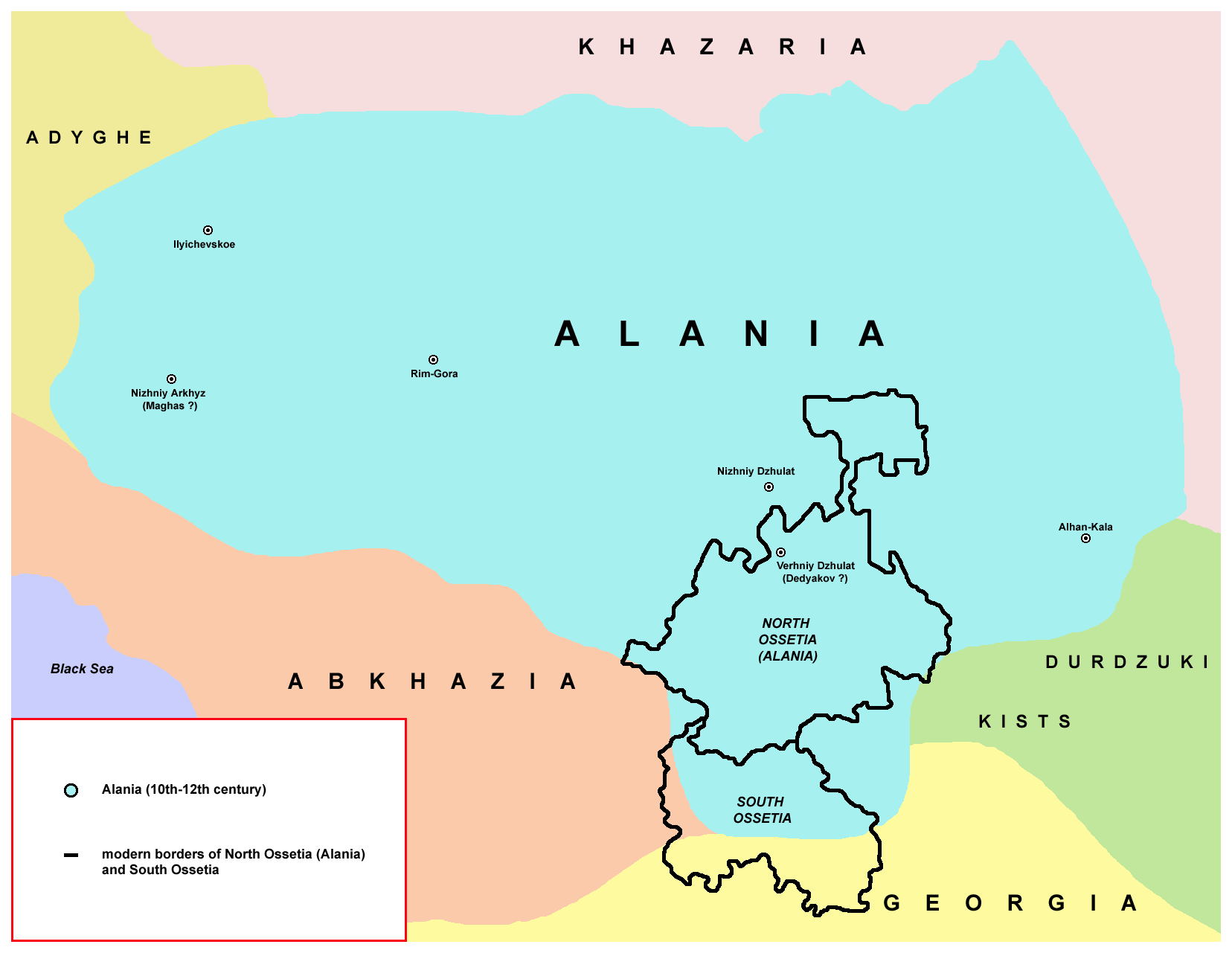

Tra il IX e il XII secolo gli alani costituirono una rete di alleanze tribali che progressivamente diede vita al regno cristiano denominato Alania. Tuttavia molte tribù di questo popolo decisero di sottomettersi all'Impero mongolo tra il 1239 ed il 1277, partecipando così attivamente all'invasione mongola della Russia e della Cina, dando un importante contributo durante la battaglia di Kulikovo sotto la guida di Mamaj, condottiero a capo dell'Orda d'Oro.
È bene osservare che Giovanni da Pian del Carpine parla nella Storia dei Mongoli (1247) degli alani che ancora lottano contro i tatari. Successivamente Marco Polo nel Milione (1299) racconta che gli alani sono tenuti a fornire contingenti armati ai mongoli. La stessa spedizione di Marco Polo era accompagnata da un alano.
Nel 1307 gli alani furono sconfitti e massacrati nel territorio balcanico allora detto "reame di Lantzaura" dalla spedizione militare catalana che colà combatteva al soldo dell'imperatore di Bisanzio; il Muntaner, ufficiale generale di quell'esercito, tra l'altro così ne scrisse:
("Due cronache catalane (om.) del secolo XIII e XIV, una di Raimondo Muntaner l'altra di Bernardo d'Esclot etc." Trad. di Filippo Moisè. Firenze, 1843.)
Nel 1342, in seguito ad una richiesta degli alani cristiani alla corte di Pechino, il frate francescano Giovanni de' Marignolli viene spedito in Cina come messo papale.
I loro discendenti sono gli osseti.